# Forcipomyia townesi
Forcipomyia townesi är en tvåvingeart som beskrevs av Wirth 1952. Forcipomyia townesi ingår i släktet Forcipomyia och familjen svidknott. Inga underarter finns listade i Catalogue of Life.